# Полоп
Полоп (валенс. Polop, ісп. Polop) — муніципалітет в Іспанії, у складі автономної спільноти Валенсія, у провінції Аліканте. Населення — 5186 осіб (2022).

## Географія
Муніципалітет розташований на відстані близько 370 км на південний схід від Мадрида, 43 км на північний схід від Аліканте.
На території муніципалітету розташовані такі населені пункти: (дані про населення за 2010 рік)
- Чирлес: 265 осіб
- Полоп: 4029 осіб

## Демографія
Динаміка населення (INE ):

## Галерея зображень

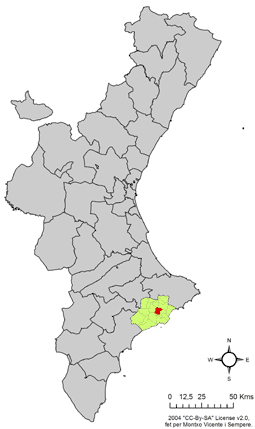
Розташування муніципалітету Полоп у автономній спільноті Валенсія
Розташування муніципалітету Полоп у комарці Маріна-Баха